# Shahab (míssil)
Shahab ( persa: شهاب) és una classe de míssils balístics iranians de curt i llarg abast, en servei des de 1988.
Hi ha sis variants diferents:
- Shahab-1 (1987)
- Shahab-2 (1990)
- Shahab-3 (1998)
- Shahab-4
- Shahab-5
- Shahab-6 (Toqyān)